# 존 밀잔
존 밀잔(John Miljan, 1892년 11월 9일 ~ 1960년 1월 24일)은 미국의 영화배우이다.

## 영화
- 론 레인저와 잃어버린 황금의 도시 (1958년)
- 십계 (1956년)
- 엠 (1951년)
- 발티모어의 모험 (1949년)
- 살인자들 (1946년)
- 백 투 바탄 (1945년)
- 트루 투 더 아미 (1942년)
- 뉴 문 (1940년)
- 유아레즈 (1939년)
- 내가 왕이라면 (1938년)
- 프라이빗 넘버 (1936년)
- 평원의 사나이 (1936년)
- 미시시피 (1935년)
- 더 뉴슨스 (1933년)
- 노라 모란의 원죄 (1933년)
- 더 키드 프럼 스페인 (1932년)
- 엠마 (1932년)
- 신사의 운명 (1931년)
- 퍼제스트 (1931년)
- 인스퍼레이션 (1931년)
- 아이언 맨 (1931년)
- 언홀리 쓰리 (1930년)
- 쇼 걸 인 헐리우드 (1930년)
- 인 게이 매드리드 (1930년)
- 프리 앤 이지 (1930년)
- 언테임드 (1929년)
- 스타크 매드 (1929년)
- 사막의 노래 (1929년)
- 데빌-메이-케어 (1929년)